# 高橋清伍
高橋 清伍（たかはし せいご、1908年〈明治41年〉2月21日 - 没年不詳）は、日本陸軍の軍人。陸士41期。最終階級は中佐。旧姓：森山。

## 経歴
新潟県出身。1929年（昭和4年）7月17日、陸軍士官学校（41期）を卒業、歩兵第20連隊附を経て、1933年（昭和8年）8月1日より戦車第一連隊の所属となる。この間、高橋家の養子となり、本籍も新潟県から石川県へと移した。
1937年（昭和12年）8月14日、歩兵大尉として戦車第5大隊所属第2中隊長に就任し、同年9月3日上海に上陸、大隊指揮を離れ第11師団の歩兵第10旅団を基幹とする天谷支隊歩兵第22連隊に配属される。同年9月5日、歩兵第12連隊（安達二十三大佐）、歩兵第22連隊、68連隊を支援し、宝山県城守備隊（第98師第292旅第583団第3営、長：姚子青中校）と交戦。その後、南京を経て徐州作戦に参加した。漢口攻略戦において戦車で8日間で三五〇キロを踏破、砲35門を鹵獲し、感状を合計で3回受けた。1939年（昭和14年）5月、戦車第10連隊の設立に伴い本部付となる。少佐昇任後の1942年（昭和17年）、四平陸軍戦車学校の第九期幹部候補生隊長に就任。その後、戦車第6連隊に転任、指揮班長となる。
1944年（昭和19年）8月5日、勃利を出、同年9月26日、フィリピン･ルソン島マニラに上陸。翌1945年（昭和20年）1月26日、ムニオスに進出。同年2月2日、連隊長の井田君平大佐が戦死すると、連隊長代理として指揮を取り、同年2月6日午後1時、軍命令を受け、全隊にサンホセへの後退を通告。
全車両のナンバープレートはあらかじめ破棄、会話やエンジン音も最小限に留め、発見された場合は応戦よりも迅速な撤退を優先するよう呼びかけた。準備完了は午後10時、出発は翌7日の午前0時とした。準備は順調に進み、部隊は予定時刻通りに国道に沿って撤退を開始。事は成功するかのように思えたが、午前3時ごろ、運悪く米軍第6師団所属の歩兵第20連隊に発見され、至近距離からの速射砲による集中攻撃を受け戦車を多数失う。それでも転進に成功し、司令部に連絡。同年3月4日、第14方面軍司令官の山下奉文大将より井田支隊および配属部隊の部隊感状を受ける。しかし深刻な下痢を催し、同日付で指揮権を高橋久一少佐に委託して後送される。
その後は同年3月10日付で戦車第二師団本部憲兵隊長を務める。中佐に昇進するが、時期は不明。終戦後の同年9月1日ごろ、敵前逃亡ののち終戦後に帰還して部下に訴えられたとある航空兵中尉の軍法会議で判事長を務め、中尉に自決を勧告する。
戦後も、憲兵隊長時代に補助をしていた現地の人間と交流を行っていたという。

## 人物・逸話
- 話すのも書くのも不器用な性格で、原隊（戦車第一連隊）にいた頃は「昼行灯」と呼ばれていた[9]。
- 反面、想像力は豊かで、勤務中に日中戦争の部隊の動向や大局について考えを巡らして参謀から止められたり、縁談を持ち出された際、仲人から一通り相手の人物像を聞いた後、更に資産、性質、教育、健康、と一つ一つ聞き出した状況をメモするとそのまま結婚を決めることもあった[9]。その後無事結婚し2児の父親となった[9]。
- 「西住戦車長伝」を著した際取材にあたった菊池寛は、「小柄でふっくらとしており、夫人のように穏やかな人だった」との印象を受けている。また、自分からは話しかけなかったが、質問すると何事も丁寧に答えたという[9]。
- 第5大隊所属時は西住小次郎の上官にあたる人物であり、自身の負傷した際には中隊長代理を任せるなど、西住を非常に信頼していた。西住が戦死した時は、彼の母から送られた手紙を印刷し、部下全員に配ったという。
- 自分の部屋や車の中に、戦死した部下の名前を書いた紙を張り巡らせていた。

## 著書
- 「漢口攻略戦～八九式戦車三五〇キロの突撃行」『戦車と戦車戦 － 体験で綴る技術とメカと戦場の真相！』収録、光人社、2012年。ISBN 4769815166